# The Right Time (Bosson)
The Right Time è il primo album in studio del cantante svedese Bosson, pubblicato nel 1998.

## Tracce
1. Love Has Got the Power – 3:52
2. Baby Don't Cry – 4:08
3. Right Time – 3:28
4. Always on My Mind – 5:15
5. It's Over Now – 5:31
6. We Live – 3:47
7. Is It Love – 3:46
8. Radio Interlude – 0:12
9. On the Radio – 3:42
10. I Love You – 4:01
11. When You Touch My Hand – 4:08
12. Something to Believe In – 3:47
13. Happy – 3:25